# Château de Rosenborg
Le château de Rosenborg (Rosenborg slot) se trouve au centre de la capitale danoise Copenhague. L'histoire de Rosenborg remonte à l'année 1606, lorsque Christian IV de Danemark acheta des terrains situés devant les murailles du nord-est et fit aménager un jardin d'agrément (Kongens Have). Dans ce jardin fut ensuite construite une maison d'été de deux étages, terminée en 1607. Ce bâtiment original peut encore être vu aujourd’hui dans la partie sud du domaine de Rosenborg.
Entre 1613 et 1615, l'aile nord de Rosenborg fut construite et entre 1616 et 1624 un troisième étage et trois tours furent ajoutés. À partir de ce moment Christian IV appela son château Rosenborg. La tour construite par l'architecte du roi Hans van Steenwinckel en 1634 sur la façade orientale a donné au bâtiment sa forme actuelle. Avec ses briques rouges, ses décorations de grès gris, ses pignons à volutes et ses proportions minces, le château de Rosenborg possède les traits architecturaux caractéristiques du style flamand et néerlandais de la Renaissance. 
Rosenborg a été utilisé comme résidence royale danoise jusqu'en 1710 lorsque Frédéric IV construisit un château plus spacieux à Fredensborg. En 1833, Frédéric VI de Danemark décida de transformer le château. Diverses collections y sont conservées dans un musée : elles sont accessibles au public depuis 1838. On y trouve entre autres les joyaux de la couronne danoise de la période comprise entre le XVIe et le XIXe siècle. Le château est aujourd’hui une propriété de l'État.

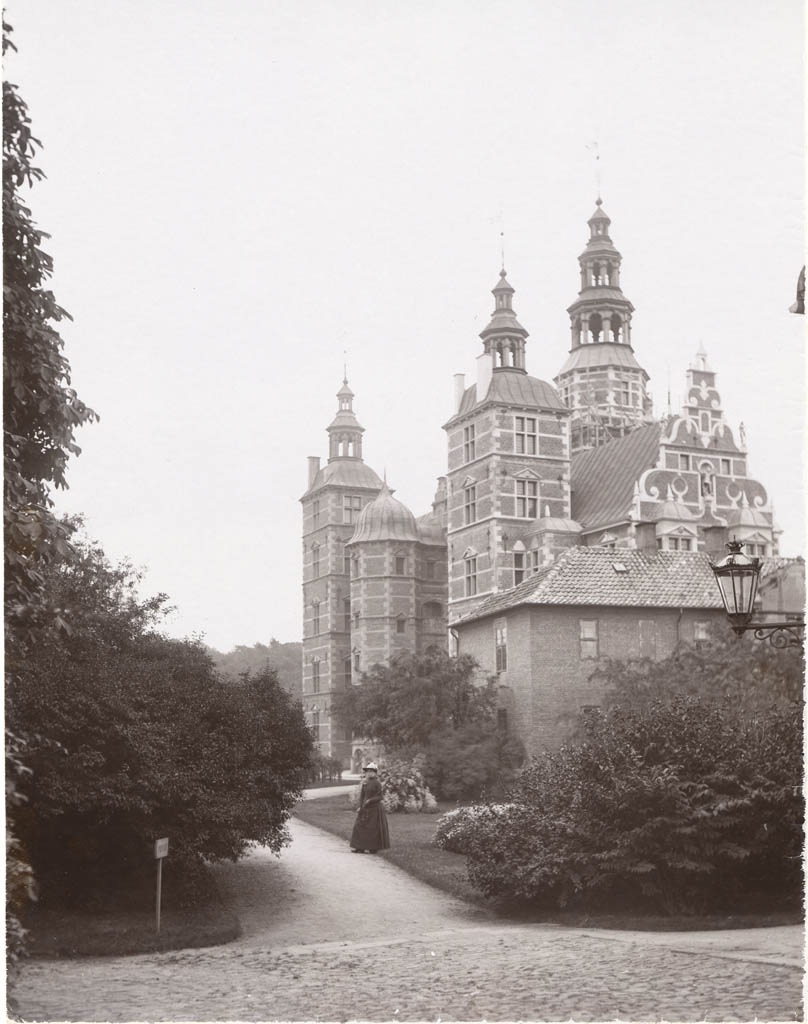
Le château en 1888.
Photo Carl Curman.

Il attire environ 200 000 touristes chaque année grâce à sa position centrale dans la capitale de Copenhague. Le jardin attire quant à lui 2,5 millions de visiteurs chaque année.
Située au troisième étage, le Long Hall a été achevé en 1624. Il était à l'origine destiné à être une salle de bal. Vers 1700, il servait de salle de réception royale et de banquet. Ce n'est que dans la deuxième moitié du XIXe siècle qu'elle devint connue sous le nom de « Salle des Chevaliers ».
Christian V fit moderniser la salle en partie avec douze tapisseries illustrant les victoires du roi dans la guerre de Scanian (1675-1679). Le plafond en stuc vu aujourd'hui est du début XVIIIe siècle. Il montre les armoires danoises entourées des ordres de l'éléphant et de Dannebrog. Les reliefs latéraux représentent des événements historiques des premières années du règne de Frederik IV, y compris la libération des serfs, la fondation des dragons et de la milice terrestre parmi eux. Les fresques du plafond de Hendrick Krock représentent la Regalia.
Parmi les principales attractions de Rosenborg sont la chaise de couronnement des rois absolutistes et le trône des reines avec les trois lions d'argent debout devant. La longue salle contient également une grande collection de meubles en argent, la plupart datant du XVIIe siècle.

## Photos

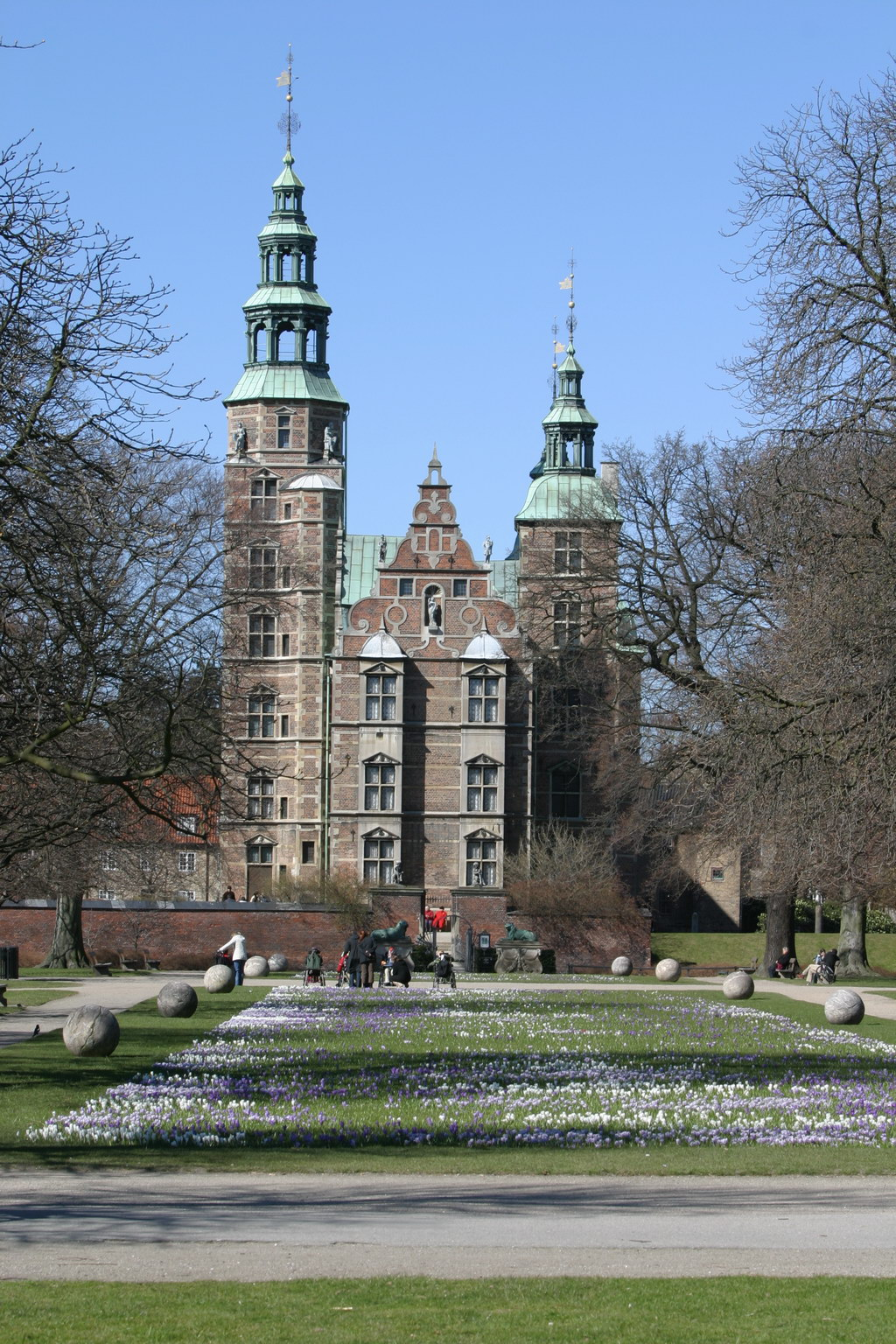
Vue de face.
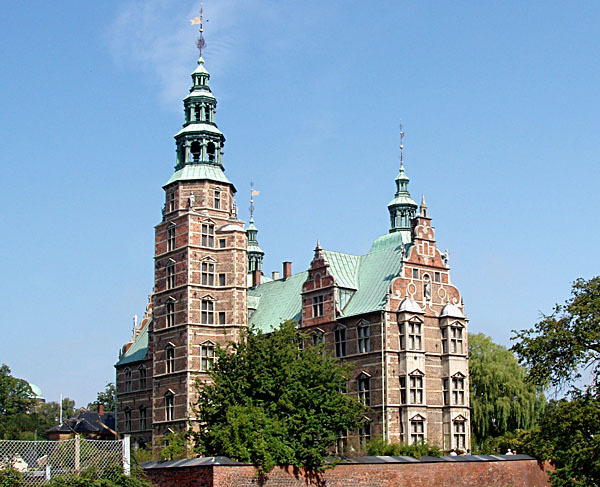
Vue de l'ouest.
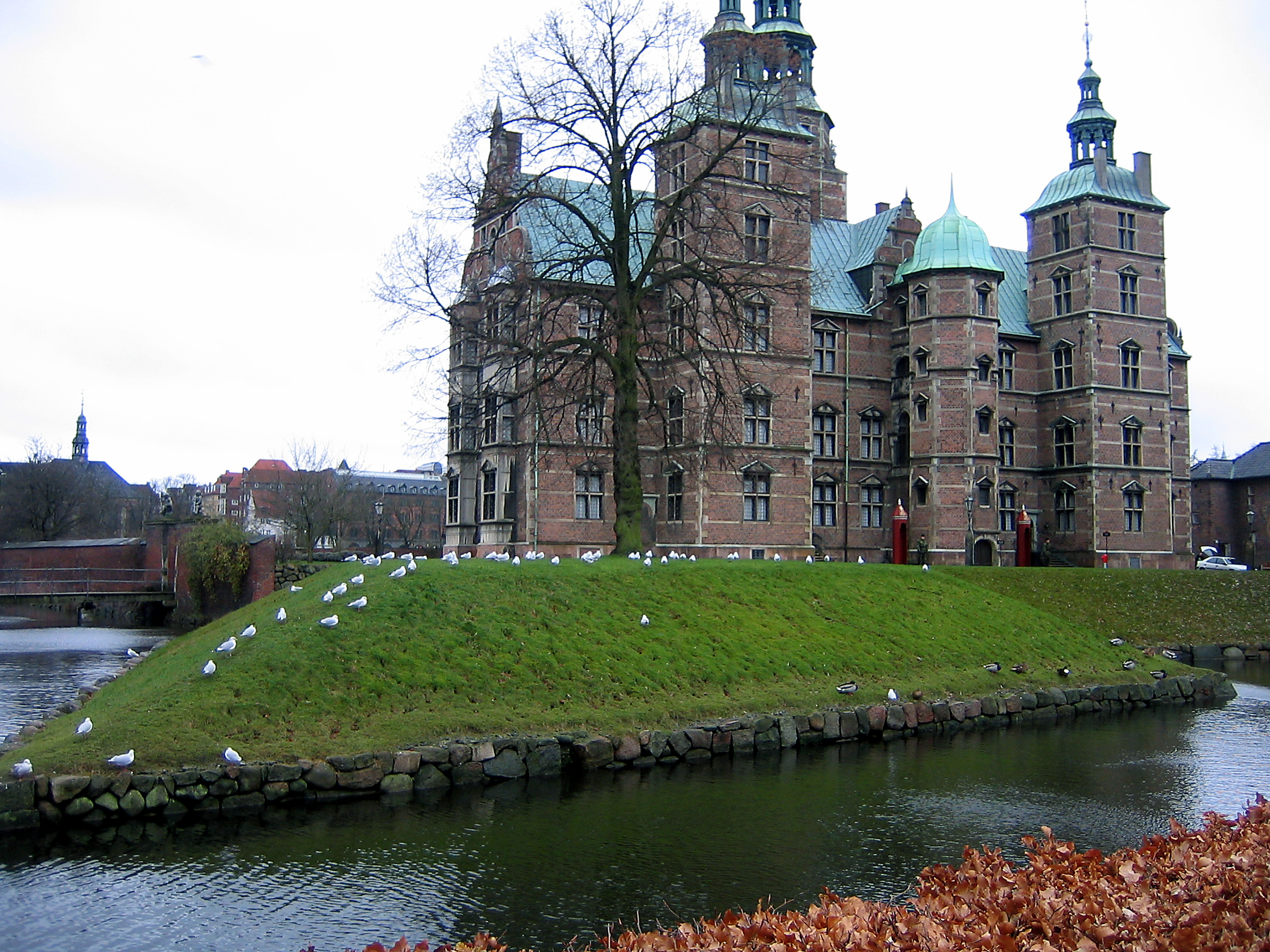
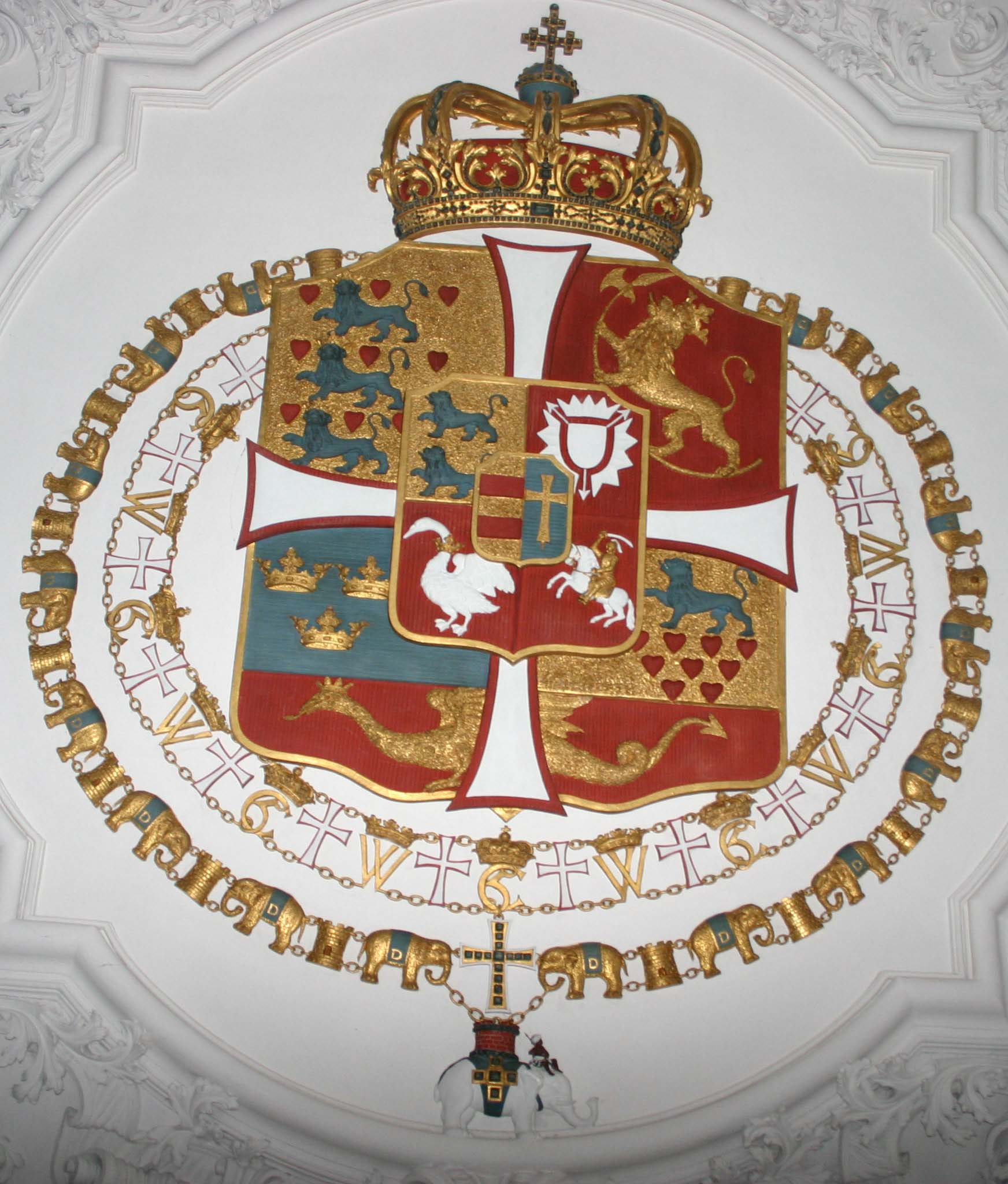
Armoiries de Frederick IV .
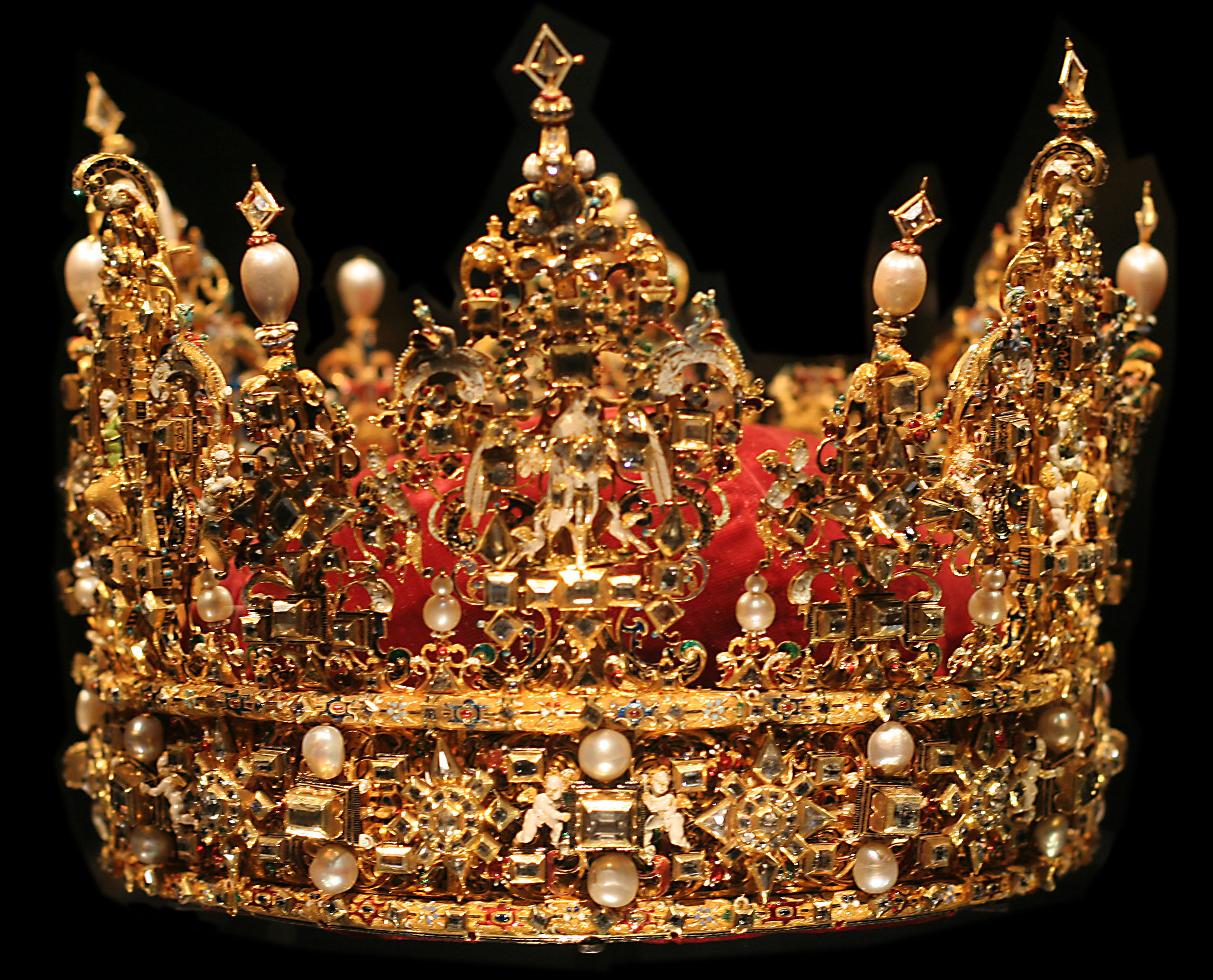
Couronne du roi Christian IV.
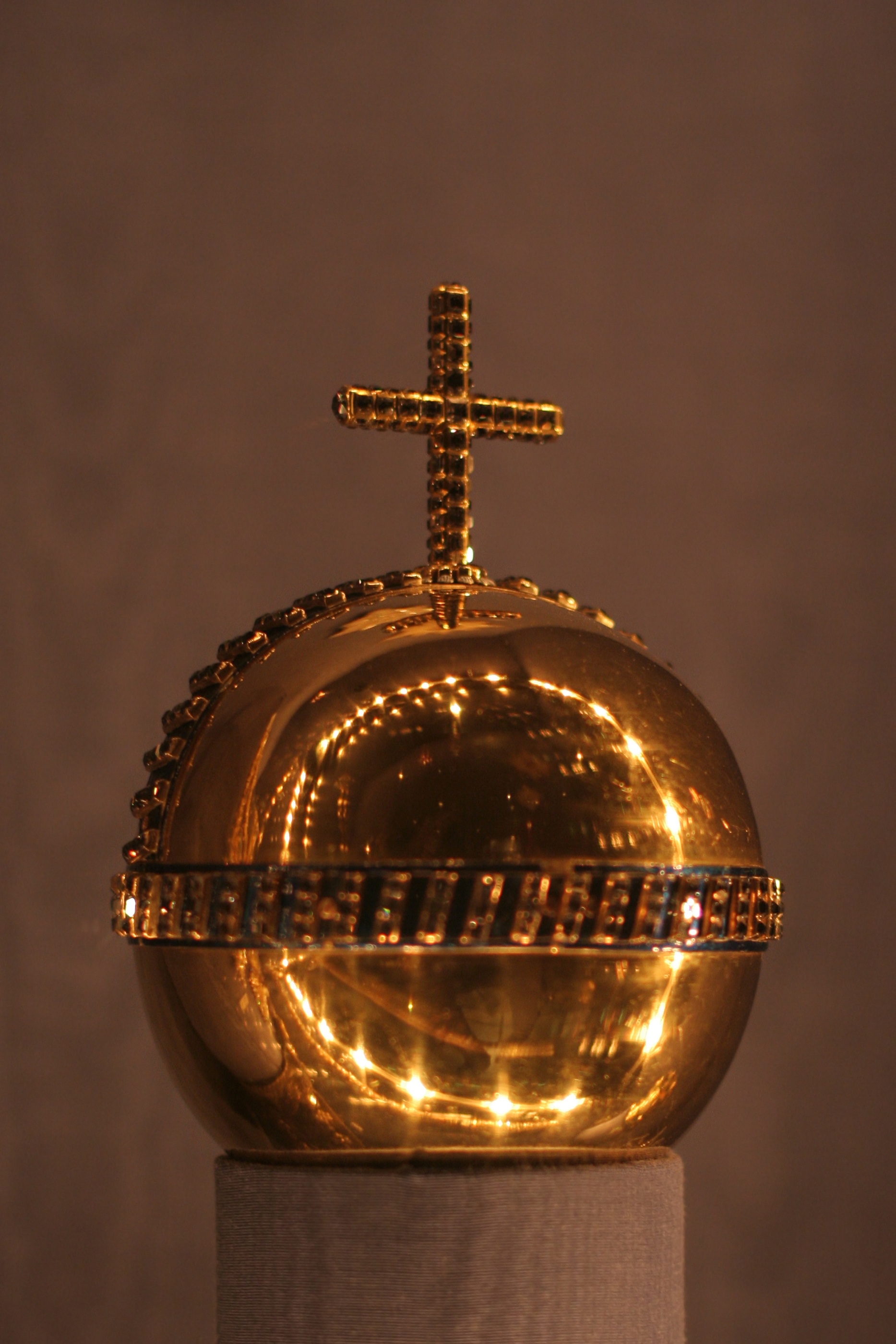
Globe du Danemark.
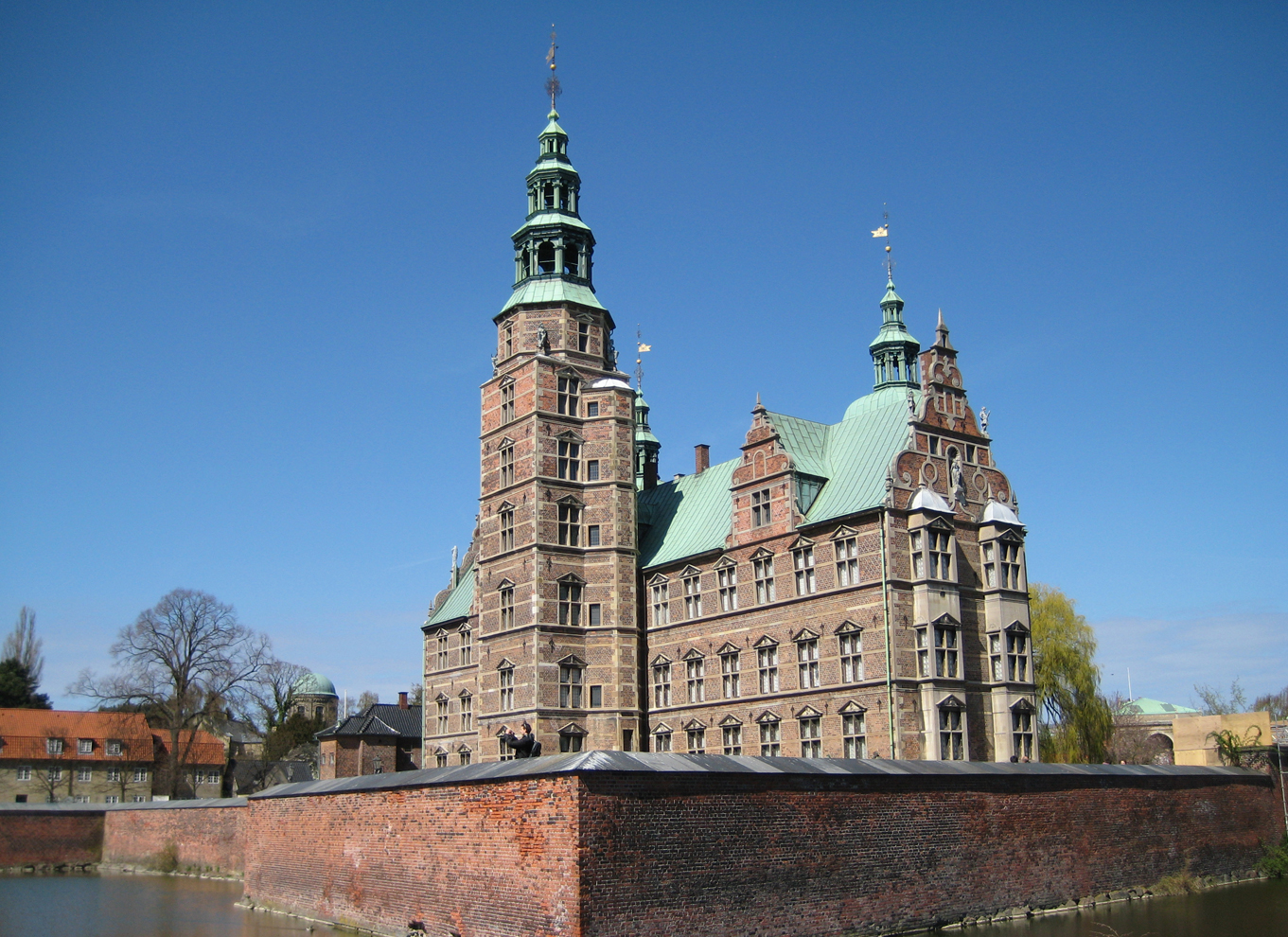
Vue du château de Rosenborg (avril 2009).
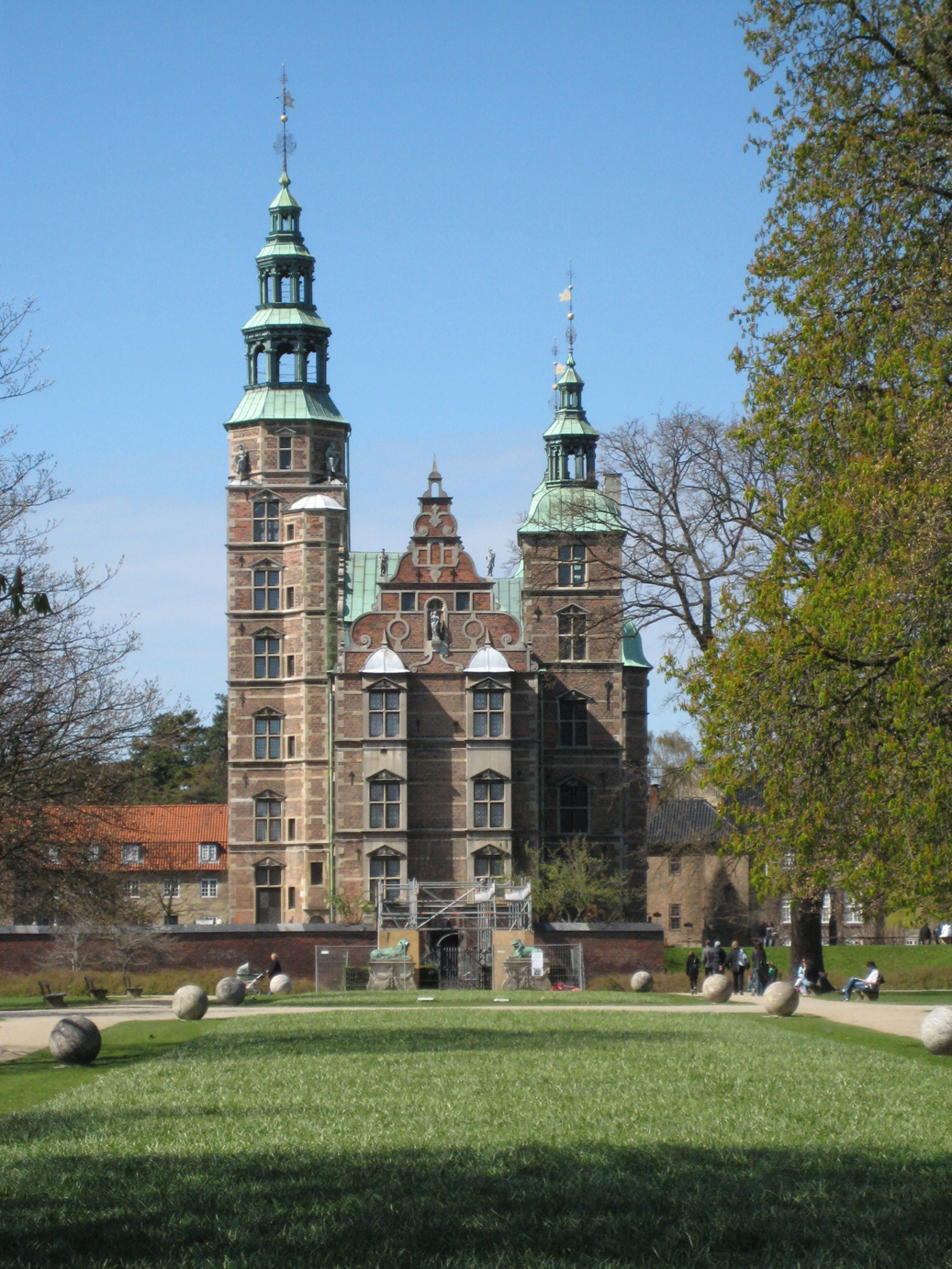
Vue du château de Rosenborg (avril 2009).